# Siergiej Parchomienko
Siergiej Borisowicz Parchomienko (ros. Серге́й Бори́сович Пархо́менко; ur. 13 marca 1964 w Moskwie) – rosyjski dziennikarz i komentator polityczny.

## Życiorys
Syn dziennikarza i pianistki. Ukończył studia dziennikarskie na Uniwersytecie Moskiewskim. W latach 90. XX w. pracował w dziennikach Niezawisimaja gazieta i Siewodnia. W 1996 założył magazyn Itogi, wydawany we współpracy z Newsweekiem. W latach 1996–2001 był redaktorem naczelnym pisma, ale nowy właściciel zdecydował o jego usunięciu z redakcji. Parchomienko założył nowe pismo opinii Jeżedniewnyj żurnał i kierował nim do 2003. W latach 2004–2009 kierował kilkoma wydawnictwami (Inostranka, CoLibri, Atticus i Korpus). W latach 2009–2011 kierował wydawnictwem Wokrug swieta, który wydawał reprinty najstarszych rosyjskich czasopism podróżniczych. Od 2003 Parchomienko prowadzi talk show o tematyce politycznej Sut´ sobytij (Суть событий), emitowany przez rozgłośnię radiową Echo Moskwy.

## Działalność opozycyjna
Dziennikarz jest znany z zaangażowania w różne inicjatywy obywatelskie. W 1994 należał do grona założycieli Moskiewskiej Karty Dziennikarzy. W 2004 znalazł się komitecie, który działał na rzecz utworzenia "alternatywy demokratycznej" w obliczu nadchodzących wyborów prezydenckich w 2008. Wiosną 2010 Parchomienko organizował pierwsze publiczne wystąpienia Towarzystwa Niebieskich Wiader, które próbowało się przeciwstawić uprzywilejowanej pozycji w ruchu drogowym samochodów należących do elity politycznej.
W latach 2011–2013 Parchomienko należał do grona organizatorów protestów obywatelskich. W 2012 został wybrany członkiem Rady Koordynacyjnej Opozycji Rosyjskiej. Założona przez niego Liga Głosujących zasłynęła z akcji składania pozwów sądowych przeciwko nadużyciom wyborczym władz rosyjskich.
Wspólnie z Andriejem Rostowcewem, Andriejem Zajakinem i Michaiłem Gielfandem zakładał internetową społeczność Dissernet, która zajmuje się ujawnianiem plagiatów w nauce rosyjskiej, które stały się podstawą do nadania stopni naukowych. Był także współtwórcą projektu Ostatni Adres (nawiązującego do projektu Stolperstein), którego celem jest upamiętnienie ofiar prześladowań z czasów ZSRR poprzez umieszczanie tabliczek na ścianach domów, gdzie mieszkały osoby prześladowane przed aresztowaniem.
W 2014 Siergiej Parchomienko zaangażował się w prace działającego w Kijowie Kongresu Dialogu Ukraina-Rosja.

## Nagrody
- 1993 - medal Obrońca wolności w Rosji nadany przez prezydenta Federacji Rosyjskiej Borysa Jelcyna (ukaz 365 z 18 marca 1993)
- 2007 - Order Sztuki i Literatury przyznany przez Francję za działalność publicystyczną
- 2013 – Złote Pióro Rosji - nagroda dziennikarska za udział w projekcie "Dissernet"
- 2014 – nagroda PolitProswiet za utworzenie projektu "Dissernet".

## Życie prywatne
Jest żonaty (żona Warwara Gornostajewa), ma trzech synów (Lew, Piotr, Matwiej).